# Останалото е мълчание (филм, 1959)
„Останалото е мълчание“ (на немски: Der Rest ist Schweigen) е германска криминална драма от 1959 година. Заглавието на филма е заимствано от последните думи на Хамлет в едноименната пиеса „Останалото е мълчание“ на Уилям Шекспир.

## Сюжет
1959 година в Рурска област, Западна Германия. Джон Х.Клаудиус (Харди Крюгер) е наследник на стоманодобивния завод „Клаудиус“, който е живял дълги години в Съединените щати. През последните дни на Втората световна война, баща му е загинал по време на бомбардировка. Джон се съмнява около обстоятелствата за смъртта на баща си и смята, че той е бил убит умишлено. Когато се завръща в Рур, Джон разбира, че майка му Гертруд (Аделхайд Зеек) се е омъжила за чичо му Паул (Петер Ван Айк). Връзката между Джон и втория му баща се гради на взаимно недоверие. Когато приятелите на Джон, Майк Р.Кранц (Бой Гоберт) и Стенли Гулден (Рихард Алан) пристигат в града със своята балетна трупа, той иска да докаже с тяхна помощ, че чичо му Паул е физическият убиец на баща му. По време на представлението е представено убийството на бащата на Джон, но той не разполага с доказателства за това и обявява Гертруд и Паул за психично болни. Доктор фон Пол (Рудолф Форстер) изготвя доклад, според който Джон трябва да бъде хоспитализиран в психиатрична клиника. Джон обаче прозира интригата.

## В ролите
- Харди Крюгер като Джон Х.Клаудиус
- Петер Ван Айк като Паул Клаудиус
- Ингрид Андрее като Фее фон Пол
- Аделхайд Зеек като Гертруд Клаудиус
- Рудолф Форстер като доктор фон Пол
- Бой Гоберт като Майк Р.Кранц
- Райнер Пенкерт като майор Хорас
- Хайнц Драше като Херберт фон Пол
- Шарл Рение като инспектор Фортнер
- Зигфрид Шюренберг като Йоханес Клаудиус
- Рихард Алан като Стенли Гулден
- Йозеф Зибер като портиера в завода
- Роберт Мейн като доктор Фолтман
- Ервин Линдер като директора на завода
- Вернер Шумахер като шофьора на работническия автобус

## Награди и номинации
- Специално упоменаване на Международния кинофестивал в Сан Себастиян, Испания през 1959 година.
- Номинация за Златна мечка за най-добър филм от Международния кинофестивал в Берлин през 1959 година.
- Номинация за Златна награда за най-добра второстепенна женска роля на Аделхайд Зеек от „Германските филмови награди“ през 1960 година.
- Номинация за Златна награда за най-добра второстепенна мъжка роля на Рудолф Форстер от „Германските филмови награди“ през 1960 година.[1]